# Legal Drug Money
Legal Drug Money – pierwszy album amerykańskiej grupy muzycznej The Lost Boyz

## Lista utworów
1. Intro
2. The Yearn
3. Music Makes Me High
4. Jeeps, Lex Coups, Bimaz & Benz
5. Lifestyles Of The Rich And Shameless
6. Renee
7. All Right
8. Legal Drug Money
9. Get Up
10. Is This Da Part
11. Straight From Da Ghetto
12. Keep It Real
13. Channel Zero
14. Da Game ft. Pretty Lou Spigg Nice
15. 1, 2, 3
16. Lifestyles Of The Rich And Shameless (REMIX)

## Użyte sample
- The Yearn
  - Gwen McCrae – „90% of Me Is You”
- Music Makes Me High
  - Vaughan Mason & Crew – „Bounce, Rock, Skate, Roll”
- Lifestyles of the Rich & Shameless
  - Club Nouveau – „Jealousy”
- Renee
  - Janet Jackson – „Funny How Time Flies (When You’re Having Fun)”
- Get Up
  - Stephanie Mills – „What Cha Gonna Do With My Lovin'”
  - Gwen McCrae – „Funky Sensation”
- Is this da Part
  - Isaac Hayes – „The Look of Love”
  - Loose Ends – „Slow Down”
- Straight from da Ghetto
  - Keni Burke – „Risin’ to the Top”
- Keep it Real
  - Barry White – „You’re the One I Need”
- 1, 2, 3
  - Santana – „Singing Winds, Crying Beasts”